# Grimming (Enns)
Die Grimming (auch Grimmingbach) ist ein linker Nebenfluss der Enns in der Steiermark.
Die Grimming entspringt an den Südhängen des Toten Gebirges beim Hochmölbing und fließt zunächst in Richtung Westen, um dann bei Tauplitz nach Südosten zu schwenken und östlich den Grimming zu passieren; Sie mündet bei Trautenfels in die Enns.